# Nufringen
Nufringen là một thị xã (Gemeinde) nằm ở huyện Böblingen, thuộc bang Baden-Württemberg, Đức.